# Llista de peixos del riu Ural
Aquesta llista de peixos del riu Ural -incompleta- inclou 48 espècies de peixos que es poden trobar al riu Ural.
| Ordre              | Família         | Nom científic                   | Nom català         | Nivell tròfic | Hàbitat      | Observacions | Imatge                      |
| Acipenseriformes   | Acipenseridae   | Acipenser nudiventris           |                    | 3,3           | Demersal     | Nadiu        | Acipenser nudiventris       |
| Acipenseriformes   | Acipenseridae   | Acipenser ruthenus              | Esterlet           | 3,6           | Demersal     | Nadiu        | Acipenser ruthenus          |
| Acipenseriformes   | Acipenseridae   | Huso huso                       | Esturió beluga     | 4,1           | Demersal     | Nadiu        | Huso huso                   |
| Cypriniformes      | Balitoridae     | Barbatula barbatula             |                    | 3,2           | Demersal     | Nadiu        | Barbatula barbatula         |
| Clupeiformes       | Clupeidae       | Clupeonella tscharchalensis     |                    |               | Pelàgic      | Nadiu        |                             |
| Cypriniformes      | Cobitidae       | Cobitis melanoleuca melanoleuca |                    | 3,3           | Demersal     | Nadiu        |                             |
| Cypriniformes      | Cobitidae       | Cobitis taenia                  | Gatet              | 3,3           | Demersal     | Nadiu        | Cobitis taenia              |
| Cypriniformes      | Cobitidae       | Misgurnus fossilis              |                    | 3,4           | Demersal     | Nadiu        | Misgurnus fossilis          |
| Scorpaeniformes    | Cottidae        | Cottus koshewnikowi             |                    | 3,2           | Bentopelàgic | Nadiu        |                             |
| Cypriniformes      | Cyprinidae      | Abramis brama                   | Brema              | 2,9           | Bentopelàgic | Nadiu        | Abramis brama               |
| Cypriniformes      | Cyprinidae      | Alburnus alburnus               | Alburn             | 3,0           | Bentopelàgic | Nadiu        | Alburnus alburnus           |
| Cypriniformes      | Cyprinidae      | Alburnus chalcoides             | Alburn del Danubi  | 3,4           | Pelàgic      | Nadiu        |                             |
| Cypriniformes      | Cyprinidae      | Aspius aspius                   |                    | 4,5           | Bentopelàgic | Nadiu        | Aspius aspius               |
| Cypriniformes      | Cyprinidae      | Ballerus ballerus               |                    | 3,2           | Bentopelàgic | Nadiu        | Ballerus ballerus           |
| Cypriniformes      | Cyprinidae      | Blicca bjoerkna                 |                    | 3,1           | Demersal     | Nadiu        | Blicca bjoerkna             |
| Cypriniformes      | Cyprinidae      | Carassius carassius             |                    | 3,1           | Demersal     | Nadiu        | Carassius carassius         |
| Cypriniformes      | Cyprinidae      | Chondrostoma variabile          |                    | 2,6           | Bentopelàgic | Nadiu        |                             |
| Cypriniformes      | Cyprinidae      | Cyprinus carpio carpio          |                    | 3,0           | Bentopelàgic | Nadiu        | Cyprinus carpio carpio      |
| Cypriniformes      | Cyprinidae      | Gobio gobio                     | Gobi               | 3,1           | Bentopelàgic | Nadiu        | Gobio gobio                 |
| Cypriniformes      | Cyprinidae      | Leucaspius delineatus           |                    | 3,1           | Pelàgic      | Nadiu        | Leucaspius delineatus       |
| Cypriniformes      | Cyprinidae      | Leuciscus idus                  | Carpa koi japonesa | 3,8           | Bentopelàgic | Nadiu        | Leuciscus idus              |
| Cypriniformes      | Cyprinidae      | Leuciscus leuciscus             |                    | 2,6           | Bentopelàgic | Nadiu        | Leuciscus leuciscus         |
| Cypriniformes      | Cyprinidae      | Luciobarbus brachycephalus      |                    | 2,8           | Bentopelàgic | Nadiu        |                             |
| Cypriniformes      | Cyprinidae      | Pelecus cultratus               |                    | 3,3           | Pelàgic      | Nadiu        | Pelecus cultratus           |
| Cypriniformes      | Cyprinidae      | Phoxinus phoxinus               |                    | 3,1           | Demersal     | Nadiu        | Phoxinus phoxinus           |
| Cypriniformes      | Cyprinidae      | Romanogobio albipinnatus        |                    | 3,3           | Bentopelàgic | Nadiu        | Romanogobio albipinnatus    |
| Cypriniformes      | Cyprinidae      | Rutilus caspicus                |                    |               | Bentopelàgic | Nadiu        | Rutilus caspicus            |
| Cypriniformes      | Cyprinidae      | Rutilus rutilus                 | Madrilleta vera    | 2,8           | Bentopelàgic | Nadiu        | Rutilus rutilus             |
| Cypriniformes      | Cyprinidae      | Scardinius erythrophthalmus     |                    | 2,9           | Bentopelàgic | Nadiu        | Scardinius erythrophthalmus |
| Cypriniformes      | Cyprinidae      | Squalius cephalus               |                    | 3,0           | Bentopelàgic | Nadiu        | Squalius cephalus           |
| Cypriniformes      | Cyprinidae      | Tinca tinca                     | Tenca              | 3,5           | Demersal     | Nadiu        | Tinca tinca                 |
| Esociformes        | Esocidae        | Esox lucius                     | Lluç de riu        | 4,4           | Demersal     | Nadiu        | Esox lucius                 |
| Perciformes        | Gobiidae        | Knipowitschia caucasica         |                    | 3,3           | Demersal     | Nadiu        | Knipowitschia caucasica     |
| Perciformes        | Gobiidae        | Neogobius melanostomus          | Neogobi melanòstom | 3,2           | Demersal     | Nadiu        | Neogobius melanostomus      |
| Perciformes        | Gobiidae        | Neogobius pallasi               |                    | 3,3           | Bentopelàgic | Nadiu        | Neogobius pallasi           |
| Perciformes        | Gobiidae        | Ponticola syrman                |                    | 3,4           | Demersal     | Nadiu        | Ponticola syrman            |
| Gadiformes         | Lotidae         | Lota lota                       | Lota               | 4,0           | Demersal     | Nadiu        | Lota lota                   |
| Perciformes        | Percidae        | Gymnocephalus cernua            |                    | 3,3           | Demersal     | Nadiu        | Gymnocephalus cernua        |
| Perciformes        | Percidae        | Perca fluviatilis               |                    | 4,3           | Demersal     | Nadiu        | Perca fluviatilis           |
| Perciformes        | Percidae        | Sander lucioperca               | Lucioperca         | 4,3           | Pelàgic      | Nadiu        | Sander lucioperca           |
| Perciformes        | Percidae        | Sander volgensis                |                    | 4,1           | Demersal     | Nadiu        |                             |
| Petromyzontiformes | Petromyzontidae | Caspiomyzon wagneri             |                    | 2,0           | Demersal     | Nadiu        |                             |
| Salmoniformes      | Salmonidae      | Hucho taimen                    |                    | 4,2           | Bentopelàgic | Nadiu        | Hucho taimen                |
| Salmoniformes      | Salmonidae      | Salmo ciscaucasicus             |                    |               | Bentopelàgic | Nadiu        |                             |
| Salmoniformes      | Salmonidae      | Stenodus leucichthys            |                    | 4,2           | Demersal     | Nadiu        | Stenodus leucichthys        |
| Salmoniformes      | Salmonidae      | Thymallus thymallus             |                    | 3,1           | Bentopelàgic | Nadiu        | Thymallus thymallus         |
| Siluriformes       | Siluridae       | Silurus glanis                  | Silur              | 4,4           | Bentopelàgic | Nadiu        | Silurus glanis              |
| Syngnathiformes    | Syngnathidae    | Syngnathus abaster              |                    | 3,2           | Demersal     | Nadiu        | Syngnathus abaster          |
| ------------------ | --------------- | ------------------------------- | ------------------ | ------------- | ------------ | ------------ | --------------------------- |